# Kret kurdyjski
Kret kurdyjski (Talpa davidiana) - gatunek ssaka z rodziny kretowatych (Talpidae).
Zamieszkuje tereny południowo-wschodniej Turcji oraz prowincji Kurdystanu w Iranie. Jest gatunkiem zagrożonym wymarciem z powodu utraty siedlisk.